# カルボネーラ
カルボネーラ（伊: Carbonera）は、イタリア共和国ヴェネト州トレヴィーゾ県にある、人口約11,000人の基礎自治体（コムーネ）。

## 地理

### 位置・広がり
トレヴィーゾ県中部に位置するコムーネ。

#### 隣接コムーネ
隣接するコムーネは以下の通り。
- ブレーダ・ディ・ピアーヴェ
- マゼラーダ・スル・ピアーヴェ
- サン・ビアージョ・ディ・カッラルタ
- シレーア
- スプレジアーノ
- トレヴィーゾ
- ヴィッロルバ

### 気候分類・地震分類
気候分類では、zona E, 2384 GGに分類される。
また、イタリアの地震リスク階級 (it) では、zona 2 (sismicità media) に分類される。

## 行政

### 分離集落
カルボネーラには、以下の分離集落（フラツィオーネ）がある。
- Biban, Mignagola, Pezzan, San Giacomo di Musestrelle, Vascon